# NHK 토요드라마
NHK 토요드라마는 1975년 10월부터 개시하고 종료 후 재개되어 NHK 종합에서 현재 24시대에 방송되는 연속 드라마 타이틀이다.

## 작품 특징
2011년에 「TARO의 탑」 및 「챌린지 드 ~ 졸업 ~」의 2 작품이 방송 된 후 같은 해 10월부터는 토요 특집 프레임 2 부 (원칙적으로 21시 - 22시 15 분) 틀 안에 언제든지 토요 드라마 스페셜로 방송되었다. 또한 이 시기에는 밤에 방송되는 현대 극의 연속 드라마 범위로 화요일의 「드라마 10」(22시 - 22시 45분 또는 22시 50분)와 2011년 10월 신설 된 「따르면 ★ 도라 "(22시 55 - 23시 25 분)가 있으며, 이곳은 고정 이어지고 있던 드라마 범위이다.
2016년도는 2012년도 이후 4년 만에 부정기 방송으로 돌아 단발 또는 2-3회 정도의 단기 집중 연속극을 중심으로 편성 예정이며, 'NHK 스페셜'과 교대로 방송한다. 기본 방송 시간도 21시 - 22시 15분이 되지만 작품에 따라 21시 50분까지 의 시간도 있지만, 예외적으로 4 - 6월에 방송 된 '더하다 텔레비전'은 1개당 28분 단축 버전으로 20시 15분 - 20시 43분 10-11월에 방송 된 '스니퍼 후각 수사관 "다시 22시 - 22시 43분에 이 두 N 공간과 병렬 방송이었다.
2018년 9월까지 2017년도와 마찬가지로 토요일 20시 15분 - 20시 45분 테두리로 방송했지만, 동 10월 이후에는 2016년도와 마찬가지로 원칙적으로 NHK 스페셜과 교대로 21시 - 21시 50분의 테두리에서 방송하고 있으며, 연속 방송이면 1 시리즈 5회 정도 드물게 「토요 드라마 스페셜」의 명의로 단발이나 전후 편 등도 방송한다.
또한 토요일은 이 시기부터 18시 5분 - 18시 45분 '토요 시대극 → 토요일 시대 드라마 "23시 30분 - 24시 「따르면 드라마'과 함께 드라마 3 틀 체제가 취해지고 있다.

## 방송 목록

### 2005년 - 2007년
- 《클라이머즈 하이》
- 《빙벽》
- 《연결된 내일》
- 《마치벤》
- 《딜론~운명의 개》
- 《인생은 풀코스》
- 《신·인간 교차점》
- 《영혼 모에!》
- 《워커~미아의 어른들》
- 《딜론~크리스마스의 약속》
- 《추라상 4》
- 《슬로우 스타트》
- 《하게타카》
- 《병원의 힘~밤하늘 호스피탈~》
- 《안녕하세요, 어머니》
- 《신 마치벤~어른의 차례~》
- 《공부하고 싶다!》
- 《저지~섬의 재판관 분투기~》
- 《인형 흘려》

### 2008년 - 2011년
- 《풀스윙》
- 《형사의 현장》
- 《톱 세일즈》
- 《감사 법인》
- 《상하이 타이푼》
- 《저지 II 섬의 재판관 분투기》
- 《아득한 인연》
- 《바람에 휘날리는 비닐시트》
- 《리미트 - 형사의 현장 2-》
- 《재생의 도시》
- 《챌린지드》
- 《외사 경찰》
- 《너희들에게 내일은 없다》
- 《체이스~국세 사찰관~》
- 《철의 뼈》
- 《찬스》
- 《TARO의 탑》
- 《챌린지드~졸업~》

### 2011년 - 2013년
- 《하나님의 아내》
- 《사명과 영혼의 리미트》
- 《나비 씨~마지막 사무라이의 딸~》
- 《진주만에서의 귀환~군신과 포로 제1호~》
- 《솔개》
- 《퀼트의 집》
- 《집에서 죽는다는 것》
- 《그 때의 바다》
- 《앗코와 우리들이 살았던 여름》
- 《영원의 샘》
- 《져 이길~전후를 만들어 남자 요시다 시게루~》
- 《실험 형사 토토리》
- 《메이드 인 재팬》
- 《화원·북의 영웅 아테루이전》

### 2013년 - 2015년
- 《인연 헌터》
- 《섬의 선생》
- 《7개 회의》
- 《부부 단팥죽》
- 《실험 형사 토토리 2》
- 《태양의 함정》
- 《아시오에서 온 여자》
- 《롱 굿바이》
- 《55세의 헬로 라이프》
- 《부용의 사람 ~ 후지산 정상의 아내》
- 《보더라인》
- 《다크 슈트》
- 《한계 취락 주식회사》
- 《64》
- 《짬뽕 먹었다》
- 《파열》

### 2016년 - 2018년
- 《도망가는 여자》
- 《사랑의 산리쿠 기차 콘 가자!》
- 《대하 판타지 정령의 수호자》
- 《토토 텔레비전》
- 《나쓰메 소세키의 아내》
- 《스니퍼 후각 수사관》
- 《스크랩 앤 빌드》
- 《대하 판타지 정령의 수호자 II 슬픈 파괴신》
- 《4호 경비》
- 《막부 말기 미식가 무사의 밥》
- 《1942년 플레이볼》
- 《우에키 히토시와 노보세몬》
- 《대하 판타지 정령의 수호자 최종장》
- 《지독히 밸브가 서는 변호사가 학교에서 짖는》
- 《바카본 아빠보다 더 바보 아빠》
- 《페이크 뉴스》
- 《악플 변호인》

### 2019년 이후 작품
- 《어머니, 돌아오다~AI의 유언~》
- 《미카즈키》
- 《속세의 화가》
- 《디지털 타투》
- 《사기데카》
- 《소년 토라지로》
- 《몸을 다해 요리첩 스페셜》
- 《마음의 상처를 치유하는 것》
- 《루 ~대만 익스프레스~》
- 《천사에게 리퀘스트를 ~인생 마지막 소원~》
- 《노스라이트》
- 《6다다미 사이의 피아노맨》
- 《키요시코》
- 《지금 여기 있는 위기와 나의 호감도에 대해》
- 《히키코모리 선생님》
- 《정의의 천칭》
- 《바람 너머로 달려라》
- 《와게몬~나가사키 통역 이문~》

## 같이 보기
- 드라마 10
- NHK 대하드라마
- 프리미엄 드라마